# Baptisia pinetorum
Baptisia pinetorum là một loài thực vật có hoa trong họ Đậu. Loài này được Larisey miêu tả khoa học đầu tiên.